# David Ostrosky
David Ostrosky Winograd (Città del Messico, 1º dicembre 1956 – Città del Messico, 17 agosto 2023) è stato un attore messicano.

## Biografia
Nacque a Città del Messico il 1º dicembre 1956, da padre lituano di origine ebraica e da madre polacca. David era l'ultimo di quattro figli. Iniziò la carriera da attore nel 1984, recitando nella telenovela messicana intitolata Principessa.
Sul finire del 2022 annunciò pubblicamente di avere un tumore all'omero. Nell'aprile seguente gli venne amputato il braccio a causa della neoplasia, che infine ne provocò il decesso nella capitale messicana il 17 agosto 2023; l'attore aveva 66 anni, ed era rimasto artisticamente attivo fin quasi verso gli ultimi giorni.

## Vita privata
Si sposò con l'attrice Belinda Slomiansky, con la quale ebbe tre figli, due maschi e una femmina.

## Filmografia

### Televisione
- Principessa - telenovela (1984-1986)
- Marionetas - telenovela (1986)
- Rosa selvaggia (Rosa salvaje) - telenovela (1987-1988)
- Dos Vidas - telenovela (1988)
- Teresa - telenovela (1989)
- Carrusel - telenovela (1989)
- Simplemente María - telenovela (1989-1990)
- La pícara soñadora - telenovela (1991)
- Alcanzar una estrella II - telenovela (1991)
- Las secretas intenciones - telenovela (1992)
- María Mercedes - telenovela (1992)
- Valentina - telenovela (1993-1994)
- El vuelo del águila - telenovela (1994-1995)
- Agujetas de color de rosa - telenovela (1994-1995)
- Bajo un mismo rostro - telenovela (1995)
- María la del Barrio - telenovela (1995-1996)
- Marisol - telenovela (1996)
- La antorcha encendida - telenovela (1996)
- Mujer, casos de la vida real - serie TV (1996-2007)
- Alguna vez tendremos alas - telenovela (1997)
- El secreto de Alejandra - telenovela (1997)
- El diario de Daniela - telenovela (1998-1999)
- Cuento de Navidad - telenovela (1999-2000)
- La casa en la playa - telenovela (2000)
- Carita de ángel - telenovela (2000-2001)
- El derecho de nacer - telenovela (2001)
- Sin pecado concebido - telenovela (2001)
- El juego de la vida - telenovela (2001-2002)
- ¡Vivan los niños! - telenovela (2002-2003)
- Bajo la misma piel - telenovela (2003-2004)
- Amy, la niña de la mochila azul - telenovela (2004)
- Barrera de amor - telenovela (2005)
- Alborada - telenovela (2005-2006)
- Duelo de pasiones - telenovela (2006)
- Destilando amor - telenovela (2007)
- Incógnito - programma TV (2007-2008)
- Mujeres asesinas - serie TV (2008)
- Central de abasto - serie TV (2008)
- En nombre del amor - telenovela (2008-2009)
- Alma de hierro - telenovela (2009)
- Los simuladores - serie TV (2009)
- Cuando me enamoro - telenovela (2010)
- Soy tu dueña (2010) - telenovela (2010)
- Una familia con suerte - telenovela (2011-2012)
- Un refugio para el amor - telenovela (2012)
- Porque el amor manda - telenovela (2012-2013)
- Por siempre mi amor - telenovela (2013-2014)
- Hasta el fin del mundo - telenovela (2014-2015)
- A que no me dejas - telenovela (2015-2016)
- ¡Muy padres! - telenovela (2017-2018)
- Por amar sin ley - telenovela (2018)
- Sin miedo a la verdad - serie TV (2018)
- La casa de las flores - serie TV (2018-2020)
- Vis a vis - L'Oasis (Vis a vis: El Oasis) - serie TV (2020)
- Vencer la ausencia - telenovela (2022)
- Chueco - serie TV (2023)